# Departamentos do Haiti
Os departamentos do Haiti são as divisões administrativas de primeiro nível dos quatro níveis de governo na República do Haiti. Deste modo, o Haiti é dividido em dez departamentos, que são subdivididos em 42 arrondissements, 145 comunas, e 571 seções comunais.

Departamentos do Haiti.

| Departamento   | Capital         | Área (km²)  | População | Densidade | Mapa |
| -------------- | --------------- | ----------- | --------- | --------- | ---- |
| Artibonita     | Gonaïves        | 4 984       | 1 168 800 |           | 1    |
| Centro         | Hinche          | 3 675       | 564 200   |           | 2    |
| Grande Enseada | Jeremias        | 1 500−2 000 | 603 894   |           | 3    |
| Nippes         | Miragoâne       | 1 500−2 000 | 266 379   |           | 4    |
| Norte          | Cabo Haitiano   | 2 106       | 872 200   |           | 5    |
| Nordeste       | Forte Liberdade | 1 805       | 283 800   |           | 6    |
| Noroeste       | Porto-da-Paz    | 2 176       | 488 500   |           | 7    |
| Oeste          | Porto Príncipe  | 4 827       | 2 943 200 |           | 8    |
| Sudeste        | Jacmel          | 2 023       | 518 200   |           | 9    |
| Sul            | Les Cayes       | 2 794       | 745 000   |           | 10   |